# Алексеевка (Октябрьский район, Ростовская область)
Алексе́евка — село в Октябрьском районе Ростовской области (до 1921 года — хутор Малый Несветай).

Административный центр Алексеевского сельского поселения.

## История
В 1914 году — х. Мало-Несветайский Новочеркасской станицы.
В 1923—1924 годах райцентр Алексеевского района Шахтинского округа Донецкой губернии (УССР).
В 1924—1925 годах — Шахтинского (Шахтинско-Донецкого) округа Юго-Восточного края (РСФСР).

## География
Расположен на р. Малый Несветай

### Улицы
| - ул. Алексеева, - ул. Бондаревского, - ул. Верхняя, - ул. Заречная, - ул. Колхозная, | - ул. Ленина, - ул. Мира, - ул. Надречная, - ул. Полтавская, - ул. Пушкарева, | - ул. Социалистическая, - ул. Средняя, - ул. Степная, - ул. Школьная, - ул. Шурфовая. |

## Население
| 2010 |
| ---- |
| 917  |

### Известные люди
В селе родился Ершов, Иван Васильевич (1867—1943) — оперный певец, народный артист СССР (1938).

## Достопримечательности
- Церковь Успения Пресвятой Богородицы — храм выстроенный в 1866 году.